# Estación Intiyaco
Intiyaco era una estación de ferrocarril ubicada en la localidad homónima, departamento Vera, provincia de Santa Fe, Argentina

## Servicios
Era una de las estaciones intermedias del Ramal F del Ferrocarril General Belgrano. Desde ella partía el Ramal F15 hacia Villa Guillermina.

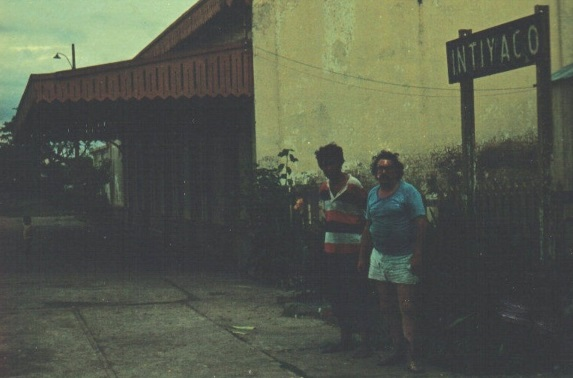
Vista lateral de la estación Intiyaco, con el cartel de la misma. Circa 1975.